# حمله راکتی زلنوپیلا
حمله راکتی زلِنوپیلا در ۱۱ ژوئیه ۲۰۱۴ و در جریان جنگ دونباس رخ داد. حملات راکتی که توسط نیروهای روسی و از داخل خاک روسیه انجام شد منجر به کشته شدن ۳۷ سرباز و مرزبان اوکراینی که در دهکده زلِنوپیلا (به اوکراینی:Зеленопілля)، استان لوهانسک اردو زده بودند، شد.

## حمله راکتی
در ساعت ۴:۴۰ دقیقه صبح ۱۱ ژوئیه ۲۰۱۴، نیروهای روسی با استفاده از ۴۰ تیر راکت 9K51M «تورنادو-جی» حمله به نیروهای اوکراینی را آغاز کردند. آنها کاروان زرهی نیروی زمینی اوکراین را از فاصله ۱۵ کیلومتری هدف قرار دادند. نیروهای اوکراینی در مزرعه ای در نزدیکی روستای زلِنوپیلا که در امتداد بزرگراه E50 واقع در رایون اسوردلوفسک و در نزدیکی شهر روونکی قرار داشت مستقر بودند. این تیپ موتوری بخشی از گروه اصلی نیروهای محافظ مرز اوکراین و روسیه بود که از مرز در برابر جابجایی غیرقانونی تجهیزات نظامی از روسیه به شرق اوکراین محافظت می‌کرد.
در این حمله راکتی حداقل ۱۹ سرباز کشته و ۹۳ نفر زخمی شدند. چهار کامیون اورال-۴۳۲۰ پر از نیرو مورد اصابت قرار گرفتند. بر اساس گزارش یکی از سربازان اوکراینی، گردان اول تیپ ۷۹ هوایی میکولایف در جریان این حمله راکتی «تقریباً به طور کامل نابود شد». سرهی ریژنکو، پزشک ارشد یک بیمارستان منطقه‌ای، وضعیت مجروحان را وخیم گزارش کرد و گفت برخی از آنها دچار قطع عضو شده‌اند.
طبق تحقیقاتی که در سال بعد انجام شد ۳۰ سرباز اوکراینی و ۷ مرزبان در جریان حمله راکتی کشته و بیش از ۱۰۰ سرباز زخمی شدند. سرهنگ ایهور موموت از نیروی مرزبانی اوکراین در میان کشته شدگان بود. دو گردان خودرو و تجهیزات نیز از بین رفت.

## واکنش‌ها
پترو پروشنکو، رئیس‌جمهور اوکراین جلسه اضطراری هیئت دولت را تشکیل داد و بیانیه‌ای صادر کرد او در این بیانه این حمله را محکوم کرد و متعهد شد شورشیان طرفدار روسیه که مسئول حمله بودند را "پیدا و نابود کند" و در ادامه گفت آنها [شورشیان] باید بهای اعمالشان را بپردازند. او همچنین گفت که به ازای هر سرباز اوکراینی کشته شده "ده‌ها و صدها " تن از شورشیان بهای آن را با جانشان پرداخت خواهند کرد.
وزارت خزانه داری آمریکا اعلام کرد پس از به دست آمدن شواهد قابل اعتماد که این راکت‌ها از داخل خاک روسیه شلیک شده‌اند مجموعه ای جدید از تحریم‌ها علیه روسیه اعمال می‌کند. ویدئوهایی که توسط یکی از ساکنان از شلیک راکت‌ها به سمت اوکراین گرفته شده بود، با استفاده از Google Maps بررسی شد. مکان شلیک راکت‌ها مورد بررسی قرار گرفت که مشخص شد راکت‌ها از شهر گوکوفو داخل خاک روسیه شلیک شده‌اند.

## بیشتر بخوانید
- The Battles of Zelenopillya: Part 1 of 2